# 섭지초
섭지초(葉志超, 1838년~1901년)는 청의 군인으로, 자는 서청(曙青)이다. 안휘성 합비 출신으로 회군장령, 직예제독을 지냈다.
위안스카이의 청군을 한성에 보내고 자신의 청군과 섭사성을 아산에 상륙, 주둔시켰지만 자신은 1000여명을 이끌고 공주로 내려가서 방어했다. 그러나 아산에 주둔했던 청군은 일본군에게 성환 전투에서 패배하여 공주로 패주했다. 8월 1일, 청일전쟁이 터지자, 이에 섭지초는 공주를 수비하기를 포기하고, 평양으로 이동하여 평양의 있는 청군과 합류하기로 하였다.
청일전쟁이 발발 후 일본 제국이 승리하자 청군을 모두 철수시켰다.